# Samtgemeinde Horneburg
De Samtgemeinde Horneburg is een Samtgemeinde in de Duitse deelstaat Nedersaksen. Het is een samenwerkingsverband van 5 kleinere gemeenten in het zuiden van Landkreis Stade. Het bestuur is gevestigd in Horneburg.

## Deelnemende gemeenten
- Agathenburg
- Bliedersdorf
- Dollern
- Horneburg
- Nottensdorf

## Geografie
De Samtgemeinde grenst in het noordoosten aan de Samtgemeinde Lühe, die deel uitmaakt van het bekende, en ook toeristisch ontwikkelde, fruitteeltgebied Altes Land.

## Infrastructuur
Van de noordwestelijke buurgemeente Stade lopen twee belangrijke verkeerswegen in zuidoostelijke richting door de Samtgemeinde Horneburg:
- de Bundesstraße 73, die door o.a. Agathenburg, Dollern, Horneburg en Nottensdorf heen loopt en uitkomt in Buxtehude;
- de enkele kilometers ten noordoosten van de B73, parallel daaraan lopende nieuwe Autobahn A26 met afritten naar Dollern (nr. 6) en Horneburg (nr.7).

De plaatsen Horneburg, Dollern en Agathenburg hebben kleine stations aan de spoorlijn Lehrte - Cuxhaven.
Te Horneburg vloeien twee beken met de namen Mühlenbach en Aue samen tot de Lühe, die noordoostwaarts door het Alte Land loopt en uitmondt in de Elbe.

## Economie
Direct ten noordwesten van Agathenburg, te Ottenbeck, gemeente Stade, staat een grote fabriek van Airbus Operations, waar kielvlakken en andere kunststof vliegtuigonderdelen worden geproduceerd.
Agathenburg · 
Ahlerstedt · 
Apensen · 
Balje · 
Bargstedt · 
Beckdorf · 
Bliedersdorf · 
Brest · 
Burweg · 
Buxtehude · 
Deinste · 
Dollern · 
Drochtersen · 
Düdenbüttel · 
Engelschoff · 
Estorf · 
Fredenbeck · 
Freiburg (Elbe) · 
Großenwörden · 
Grünendeich · 
Guderhandviertel · 
Hammah · 
Harsefeld · 
Heinbockel · 
Himmelpforten · 
Hollern-Twielenfleth · 
Horneburg · 
Jork · 
Kranenburg · 
Krummendeich · 
Kutenholz · 
Mittelnkirchen · 
Neuenkirchen · 
Nottensdorf · 
Oederquart · 
Oldendorf · 
Sauensiek · 
Stade · 
Steinkirchen · 
Wischhafen